# Marie-Geneviève Drapeau
Marie-Geneviève Drapeau, född 1766, död 1829, var en kanadensisk företagare. Hon skötte ett flertal gods och omfattande fastighetsaffärer efter sin make 1810-1829. 